# Sara van Oordt
Sara van Oordt-Jonckheere (Asse, 25 augustus 1981) is een Belgisch-Nederlandse presentatrice van Family7 en hoofd media en communicatie bij stichting Christenen voor Israël.

## Biografie
Van Oordt is geboren in België uit een huwelijk tussen een Zwitserse moeder en een Belgisch-Nederlandse vader.
In 1999 volgde Van Oordt een opleiding maatschappelijk werk in Brussel. In 2002 verhuisde ze naar Nederland om pedagogiek te gaan studeren aan de Universiteit Utrecht waarna ze stage liep in Voorburg. In 2004 ging werken bij Christenen voor Israël (CvI), een stichting in Nijkerk, waar ze opklom tot hoofd communicatie.
Sinds 2015 presenteert Van Oordt ook enkele programma's op tv-zender Family7, waaronder het actualiteitenprogramma Uitgelicht! en Bijbelstudies in tweegesprek met Henk Binnendijk of dominee Henk Poot.
Voor de gemeenteraadsverkiezingen van 2022 was zij een van de lijstduwers voor de ChristenUnie in haar woonplaats Amersfoort. Bij de Tweede Kamerverkiezingen van 2023 was ze kandidaat nummer 40 voor deze partij.